# Abdellatif Kechiche
Abdellatif Kechiche (på arabisk: عبد اللطيف كشيش), også kendt som Abdel Kechiche, født den 7. december 1960 i Tunis,
er en franko-tunesisk instruktør, manuskriptforfatter og skuespiller.
I 2013 modtog han guldpalmen ved Filmfestivalen i Cannes og han har modtaget flere Cesarpriser.

## Opvækst og karriere
Han er født i Tunesien, men kom til Nice med sine forældre som seks-årig.
Allerede som ung viste han interesse for teatret og fik sin drama uddannelse ved Conservatoire de musique et d'art dramatique i Antibes. Han spillede herefter med i flere stykker langs Côte d'Azur, specielt i et stykke af Federico Garcia Lorca i 1978 og et stykke af Eduardo Manet året efter. I 1981 præsenterede han stykket L'Architecte ved teaterfestivalen i Avignon.
Hans første filmrolle var i filmen Thé à la menthe af Abdelkrim Bahloul, hvor han spiller en ung, småkriminel algiersk emmigrant.
I 1987 blev han hyret af André Téchiné til at spille rollen som gigolo overfor Sandrine Bonnaire og Jean-Claude Brialy i
filmen Les Innocents. for sin rolle i filmen Bezness af Nouri Bouzid i 1992 modtog han prisen som den bedste mandlige skuespiller ved Filmfestivalen i Namur i 1992.
Han beslutter herefter at gå bag kameraet og indlede en karriere som instruktør og manuskriptforfatter. Han skriver flere filmmanuskripter, men uden succes. Først med manuskriptet til filmen La Faute à Voltaire, lykkes det ham at fange interessen hos producenten Jean-François Lepetit som antager ham til at instruere filmen. Denne hans første film er et enkelt men medrivende portræt af en illegal indvandrer. Den unge instruktør viste hermed sin evne til at gengive dagliglivets fortrædeligheder hos de udstødte eller marginaliserede samfundsgrupper. Samtidig med at han viste en sans for det romantiske og det omskiftelige. Han afslører samtidig her gennem Sami Bouajila og Élodie Bouchezs præstationer sin forkærlighed for det naturtro skuespil. Summen af disse kvaliteter giver ham prisen Luigi-De-Laurentis for det første større værk ved Filmfestivalen i Venedig i 2000.
I 2003 skriver og instruerer han filmen L'Esquive ved hjælp af debuterende skuespillere og på et meget skrabet budget. Man følger
en flok gymnasieelever i en Parisisk forstad, som læser et stykke af Marivaux i deres
franskklasse. Dette ærlige værk, som på en såvel tøvende som intim måde, søger at beskrive den ungdommelige kærlighed, samtidig med at den nedbryder de stereotype forestillinger om byernes ungdom. På trods af en begrænset kommerciel succes, blev filmen af kritikerne prist som en af de største franske film i 2004. Til den brede offentligheds overraskelse, detroniserede filmen de to andre favoritter, Koret af Christophe Barratier og En lang forlovelse af Jean-Pierre Jeunet, ved Césaruddelingen i 2005, ved at vinde priserne som César for bedste film, César for bedste instruktør, César for største kvindelige filmhåb (til Sara Forestier for rollen som Lydia) og César for bedste original manuskript eller bearbejdelse (sammen med Ghalia Lacroix).
Han iscenesatte i 2006 filmen La Graine et le Mulet, som beskriver en arbejder af nordafrikansk afstamning, der skifter erhverv og bliver restauratør i havnen i Sete. I denne film ser man igen hans evner for at beskrive dagligdagen på en venlig måde. For denne film modtog han juryen specialpris ved Filmfestivalen i Venedig i 2007. Skuespilleren Hafsia Herzi modtog
Marcello Mastroianni prisen som største kvindelige filmhåb for rollen som Rym. Efter at have modtaget Louis-Delluc prisen
I 2007, kunne han atter fejre en triumf ved Césaruddelingen i 2008, hvor han gentog succesen fra tre år tidligere, ved at vinde de fire
samme priser som ved Césaruddelingen i 2005: César for bedste film, César for bedste instruktør, César for største kvindelige filmhåb
(til Hafsia Herzi for rollen som Rym) og César for bedste original manuskript. Dette foran film som Spurven af Olivier Dahan,
En hemmelighed af Claude Miller og Dykkerklokken og Sommerfuglen af Julian Schnabel.
Den næste film fra 2010 hed Venus noire med reference til Hottentot Venus. Også denne film blev valgt til Filmfestivalen i Venedig.
Herefter indspillede han i 2013 en film på baggrund af tegneserien Le bleu est une couleur chaude af Julie Maroh med titlen
La Vie d'Adèle (dansk: Adeles liv Med Léa Seydoux og Adèle Exarchopoulos i de ledende roller. Filmen fortæller historien om en passioneret kærlighed mellem to unge kvinder. Filmen var på Filmfestivalen i Cannes i 2013, hvor den trak de store overskrifter bl.a. ved at guldpalmen for første gang i filmfestivalens historie uddeltes både til instruktøren og til de to hovedrolleindehavere og filmen fik fremragende kritik over det meste af verden. Efterfølgende affødte filmen en større polemik i medierne dels over de forhold Abdellatif Kechiche havde udsat skuespillerne for og dels de forhold han havde udsat de ansatte på filmsettet for.

## Personligt engagement
Den 12. februar 2011 blev han inviteret til at kommentere på Det arabiske forår på magasinet Les Inrockuptibles' netsted. Her
appellerede han til det franske folk om at rejse sig og gøre modstand mod social uretfærdighed og foragten og ydmygelsen af andre mennesker.

## Filmografi

### Som instruktør
- 2013 Adèles liv - Kapitel 1 & 2
- 2010 Vénus noire
- 2008 Sueur (kortfilm)
- 2007 La graine et le mulet
- 2003 L'esquive
- 2000 La faute à Voltaire

### Som skuespiller
- 2005 Sorry, Haters - Ashade Mouhana
- 2002 La boîte magique - Raouf som voksen (krediteret som Abdelatif Kechiche)
- 1996 Marteau rouge (kortfilm) (krediteret som Abdel Kechiche)
- 1992 Un vampire au paradis - Blondin (krediteret som Abdel Kechiche)
- 1992 Bezness - Roufa (krediteret som Abdel Kechiche)
- 1987 Les innocents - Saïd (krediteret som Abdel Kechiche)
- 1984 Le thé à la menthe - Hamou (krediteret som Abdel Kechiche)
- 1982 Un balcon sur les Andes (TV-film) (krediteret som Abdel Kechiche)

### Som manuskriptforfatter
- 2013 Adèles liv - Kapitel 1 & 2
- 2010 Vénus noire
- 2007 La graine et le mulet
- 2000 La faute à Voltaire

## Priser

### Césarprisen
- Césaruddelingen i 2005 : César for bedste film, César for bedste instruktør, César for største kvindelige filmhåb og César for bedste original manuskript eller bearbejdelse for filmen L'Esquive
- Césaruddelingen i 2008 : César for bedste film, César for bedste instruktør, César for største kvindelige filmhåb og César for bedste original manuskript for filem La Graine et le Mulet

### Cannesfestivalen
2013 : Guldpalmen og FIPRESCIs Grand prix for filmen Adeles liv

### Filmfestivalen i Venedig
2000 : Luigi-De-Laurentis prisen for det første større værk for filmen La Faute à Voltaire
2007 : Juryen specialpris for filmen La Graine et le Mulet

### Andre
2007 : Louis-Delluc prisen for filmen La Graine et le Mulet